# Sardieu
Sardieu é uma comuna francesa na região administrativa de Auvérnia-Ródano-Alpes, no departamento de Isère. Estende-se por uma área de 11,2 km². Em 2010 a comuna tinha 1 158 habitantes (densidade: 103,4 hab./km²).